# NGC 2453
NGC 2453 (również OCL 670 lub ESO 493-SC12) – gromada otwarta znajdująca się w gwiazdozbiorze Rufy. Została odkryta 5 lutego 1837 roku przez Johna Herschela. Jest położona w odległości ok. 7 tys. lat świetlnych od Słońca.
Początkowo sądzono, że z gromadą NGC 2453 powiązana jest mgławica planetarna NGC 2452, jednak nowsze badania wykazały, że jest ona obiektem pierwszoplanowym niezwiązanym z klastrem.